# اينار نيلسون
اينار نيلسون (بالسويدية: Einar Nilsson)‏ هو منافس ألعاب قوى سويدي، ولد في 8 يونيو 1891 في Råneå ‏ في السويد، وتوفي في 1937 في Partille ‏ في السويد.

## وصلات خارجية
- اينار نيلسون على موقع أوليمبيديا (الإنجليزية)
- اينار نيلسون على موقع اللجنة الأولمبية السويدية (السويدية)